# Tyskland i olympiska sommarspelen 1996
Tyskland deltog i de olympiska sommarspelen 1996 med en trupp bestående av 465 deltagare, som tillsammans tog 65 medaljer. Landet slutade på tredje plats i medaljligan.

## Badminton
Herrar
- Michael Keck
- Michael Helber
- Oliver Pongratz

Damer
- Katrin Schmidt
- Kerstin Ubben
- Karen Stechmann

## Bordtennis
Herrar
- Jörg Roßkopf
- Steffen Fetzner
- Peter Franz

Damer
- Jie Schöpp
- Nicole Struse
- Olga Nemes
- Elke Schall

## Boxning
Flugvikt
- Zoltan Lunka (— 51 kg)
  - Besegrade Martín Castillo (Mexico) 13-7
  - Besegrade Hermensen Ballo (Indonesia) 18-12
  - Besegrade Mehdi Assous (Algeria) 19-6
  - Förlorade mot Bulat Jumadilov (Kazakstan) 18-23

Fjädervikt
- Falk Huste (— 57 kg)

Lätt weltervikt
- Oktay Urkal (— 63,5 kg)
  - Besegrade Reynaldo Galido (Philippines) 19-2
  - Besegrade David Díaz (United States) 14-6
  - Besegrade Nordine Mouichi (France) 19-10
  - Besegrade Fathi Missaoui (Tunisia) 20-6
  - Förlorade mot Hector Vinent (Cuba) 13-20

Lätt mellanvikt
- Markus Beyer (— 71 kg)

Mellanvikt
- Sven Ottke (— 75 kg)

Lätt tungvikt
- Thomas Ulrich (— 81 kg)

Tungvikt
- Luan Krasniqi (— 91 kg)

Supertungvikt
- René Monse (+ 91 kg)

## Brottning
Grekisk-romersk stil
- Oleg Kutscherenko (— 48 kg)
- Alfred Ter-Mkrtchyan (— 52 kg)
- Rifat Yildiz (— 57 kg)
- Erik Hahn (— 74 kg)
- Thomas Zander (— 82 kg)
- Mike Bullmann (— 90 kg)
- Rene Schiekel (— 130 kg)

Fristil
- Jürgen Scheibe (— 62 kg)
- Alexander Leipold (— 74 kg)
- Heiko Balz (— 90 kg)
- Aravat Sabejev (— 100 kg)
- Sven Thiele (— 130 kg)

## Bågskytte
Damernas individuella
- Barbara Mensing → Kvartsfinal, 8:e plats (3-1)
- Sandra Wagner → 32-delsfinal, 34:e plats (0-1)
- Cornelia Pfohl → 32-delsfinal, 40:e plats (0-1)

Damernas lagtävling
- Mensing, Wagner och Pfohl → Final,  Silver (3-1)

## Cykling

### Landsväg
Herrarnas tempolopp
- Michael Rich
  - Final — 1:07:08 (→ 10:e plats)

- Uwe Peschel
  - Final — 1:07:33 (→ 12:e plats)

Damernas linjelopp
- Vera Hohfeld
  - Final — 02:37:06 (→ 4:e plats)

### Bana
Herrarnas poänglopp
- Guido Fulst
  - Final — 8 poäng (→ 9:e plats)

### Mountainbike
Herrarnas terränglopp
- Ralph Berner
  - Final — 2:27:45 (→ 10:e plats)

Damernas terränglopp
- Regina Marunde
  - Final — 1:57:21 (→ 7:e plats)

## Fotboll
Damer
Coach:  Gero Bisanz
| Nr | Pos. | Spelare            | Född              | Ålder | Caps | Klubb                  | Spelade matcher | Mål | Spelade minuter | Sub off | Sub on | Kort: gult/rött |
| -- | ---- | ------------------ | ----------------- | ----- | ---- | ---------------------- | --------------- | --- | --------------- | ------- | ------ | --------------- |
| 1  | GK   | Manuela Goller     | 5 januari 1971    | 25    | 42   | Grün-Weiß Brauweiler   | 3               | 0   | 270             | 0       | 0      | 0               |
| 2  | DF   | Jutta Nardenbach   | 13 augusti 1968   | 27    | 56   | TuS Ahrbach            | 3               | 0   | 225             | 1       | 0      | 0               |
| 3  | DF   | Birgitt Austermühl | 8 oktober 1965    | 30    | 55   | FSV Frankfurt          | 3               | 0   | 270             | 0       | 0      | 1               |
| 4  | DF   | Kerstin Stegemann  | 29 september 1977 | 18    | 9    | FC Eintracht Rheine    | 3               | 0   | 106             | 0       | 3      | 0               |
| 5  | DF   | Doris Fitschen     | 25 oktober 1968   | 27    | 81   | TSV Siegen             | 3               | 0   | 270             | 0       | 0      | 0               |
| 6  | MF   | Dagmar Pohlmann    | 7 februari 1972   | 24    | 36   | FSV Frankfurt          | 1               | 0   | 28              | 0       | 1      | 0               |
| 7  | MF   | Martina Voss       | 22 december 1967  | 28    | 89   | FC Rumeln-Kaldenhausen | 3               | 0   | 270             | 0       | 0      | 0               |
| 8  | MF   | Bettina Wiegmann   | 7 oktober 1971    | 24    | 67   | Grün-Weiß Brauweiler   | 3               | 2   | 270             | 0       | 0      | 0               |
| 9  | FW   | Heidi Mohr         | 29 maj 1967       | 29    | 101  | TuS Niederkirchen      | 3               | 1   | 270             | 0       | 0      | 0               |
| 10 | MF   | Silvia Neid        | 2 maj 1964        | 32    | 108  | TSV Siegen             | 3               | 0   | 234             | 2       | 0      | 0               |
| 11 | FW   | Patricia Brocker   | 7 april 1966      | 30    | 43   | TuS Niederkirchen      | 3               | 0   | 147             | 3       | 0      | 0               |
| 12 | GK   | Katja Kraus        | 23 november 1970  | 25    | 6    | FSV Frankfurt          | 0               | 0   | 0               | 0       | 0      | 0               |
| 13 | DF   | Sandra Minnert     | 7 april 1973      | 23    | 28   | FSV Frankfurt          | 3               | 0   | 270             | 0       | 0      | 0               |
| 14 | MF   | Pia Wunderlich     | 26 januari 1975   | 21    | 19   | SG Praunheim           | 3               | 1   | 209             | 2       | 0      | 0               |
| 15 | FW   | Birgit Prinz       | 25 oktober 1977   | 18    | 25   | FSV Frankfurt          | 3               | 1   | 123             | 0       | 3      | 1               |
| 16 | MF   | Renate Lingor      | 11 oktober 1975   | 20    | 5    | SC Klinge Seckach      | 1               | 0   | 14              | 0       | 1      | 0               |
| 17 | DF   | Tina Wunderlich    | 10 oktober 1977   | 18    | 6    | SG Praunheim           | 0               | 0   | 0               | 0       | 0      | 0               |
| 18 | FW   | Katja Bornschein   | 16 mars 1972      | 24    | 31   | FSV Frankfurt          | 0               | 0   | 0               | 0       | 0      | 0               |
| 19 | MF   | Sandra Smisek      | 3 juli 1977       | 19    | 9    | FSV Frankfurt          | 0               | 0   | 0               | 0       | 0      | 0               |
| 20 | GK   | Christine Francke  | 12 juni 1974      | 22    | 2    | ?                      | 0               | 0   | 0               | 0       | 0      | 0               |

Gruppspel
| Rank | Lag       | Spelade | Vinster | Oavgjorda | Förluster | Gjorda mål | Insläppta mål | Poäng |  | Norge | Brasilien | Tyskland | Japan |
| ---- | --------- | ------- | ------- | --------- | --------- | ---------- | ------------- | ----- |  | ----- | --------- | -------- | ----- |
| 1.   | Norge     | 3       | 2       | 1         | 0         | 9          | 4             | 7     |  | X     | 2:2       | 3:2      | 4:0   |
| 2.   | Brasilien | 3       | 1       | 2         | 0         | 5          | 3             | 5     |  | 2:2   | X         | 1:1      | 2:0   |
| 3.   | Tyskland  | 3       | 1       | 1         | 1         | 6          | 6             | 4     |  | 2:3   | 1:1       | X        | 3:2   |
| 4.   | Japan     | 3       | 0       | 0         | 3         | 2          | 9             | 0     |  | 0:4   | 0:2       | 2:3      | X     |

## Friidrott
Herrarnas 100 meter
- Marc Blume

Herrarnas 800 meter
- Nico Motchebon
- Joachim Dehmel

Herrarnas 1 500 meter
- Michael Gottschalk
  - Kval — 3:56,46 (→ gick inte vidare)

- Rüdiger Stenzel

Herrarnas 5 000 meter
- Dieter Baumann
  - Kval — 13:52,00
  - Semifinal — 14:03,75
  - Final — 13:08,81 (→ 4:e plats)

- Stephane Franke
  - Kval — 14:06,34
  - Semifinal — 13:40,94
  - Final — 13:44,64 (→ 14:e plats)

Herrarnas 10 000 meter
- Stephane Franke

Herrarnas 3 000 meter hinder
- Steffen Brand
  - Heat — 8:31,18
  - Semifinal — 8:19,11
  - Final — 8:18,52 (→ 6:e plats)

- Martin Strege
  - Heat — 8:32,76
  - Semifinal — 8:27,99
  - Final — 8:30,31 (→ 10:e plats)

- Kim Bauermeister
  - Heat — 8:36,86
  - Semifinal — 8:51,83 (→ gick inte vidare)

Herrarnas 110 meter häck
- Florian Schwarthoff
- Claude Edorh
- Eric Kaiser

Herrarnas 4 x 100 meter stafett
- Marc Blume, Holger Blume, Michael Huke, Robert Kurnicki och Andreas Ruth

Herrarnas 4 x 400 meter stafett
- Rico Lieder, Andreas Hein, Kai Karsten och Thomas Schönlebe
  - Heat — 3:05,16 (→ gick inte vidare)
- Reserv: Uwe Jahn

Herrarnas maraton
- Konrad Dobler — 2:21,12 (→ 48:e plats)
- Stephan Freigang — fullföljde inte (→ ingen placering)

Herrarnas 20 kilometer gång
- Robert Ihly
- Nischan Daimer
- Andreas Erm

Herrarnas 50 kilometer gång
- Axel Noack — 3:51:55 (→ 12:e plats)

- Thomas Wallstab — 3:54:48 (→ 15:e plats)

- Ronald Weigel — fullföljde inte (→ ingen placering)

Herrarnas längdhopp
- Georg Ackermann
  - Kval — 7,86m (→ gick inte vidare)

- Hans-Peter Lott
  - Kval — Ingen notering (→ gick inte vidare)

Herrarnas höjdhopp
- Wolfgang Kreißig

Herrarnas tresteg
- Charles Friedeck

Herrarnas stavhopp
- Tim Lobinger
- Michael Stolle
- André Tiwontschik

Herrarnas kulstötning
- Oliver-Sven Buder
- Dirk Urban
- Michael Mertens

Herrarnas tiokamp
- Frank Busemann
  - Slutligt resultat — 8706 poäng (→  Silver)

- Frank Müller
  - Slutligt resultat — 8253 poäng (→ 14:e plats)

- Dirk-Achim Pajonk
  - Slutligt resultat — 8045 poäng (→ 20:e plats)

Herrarnas diskuskastning
- Lars Riedel
  - Kval — 64,66m
  - Final — 69,40m (→  Guld)

- Jürgen Schult
  - Kval — 62,58m
  - Final — 64,62m (→ 6:e plats)

- Michael Möllenbeck
  - Kval — 55,18m (→ gick inte vidare)

Herrarnas släggkastning
- Heinz Weis
  - Kval — 77,84m
  - Final — 79,78m (→ 5:e plats)

- Claus Dethloff
  - Kval — 74,60m (→ gick inte vidare)

- Karsten Kobs
  - Kval — 74,20m (→ gick inte vidare)

Herrarnas spjutkastning
- Raymond Hecht
- Peter Blank
- Boris Henry

Damernas 100 meter
- Melanie Paschke
- Andrea Philipp
- Silke Lichtenhagen

Damernas 200 meter
- Melanie Paschke
- Silke Knoll

Damernas 400 meter
- Grit Breuer

Damernas 800 meter
- Linda Kisabaka

Damernas 1 500 meter
- Silvia Kühnemund
- Carmen Wüstenhagen

Damernas 5 000 meter
- Petra Wassiluk
- Claudia Lokar

Damernas 10 000 meter
- Kathrin Weßel
  - Kval — 33:31,67 (→ gick inte vidare)

Damernas maraton
- Katrin Dörre-Heinig — 2:28,45 (→ 4:e plats)

- Sonja Krolik — 2:31,16 (→ 8:e plats)

- Uta Pippig — fullföljde inte (→ ingen placering)

Damernas 10 kilometer gång
- Kathrin Born-Boyde — 44:50 (→ 15:e plats)

- Beate Gummelt — dsq (→ ingen placering)

Damernas 100 meter häck
- Kristin Patzwahl
- Birgit Wolf

Damernas 400 meter häck
- Heike Meißner
  - Kval — 55,05
  - Semifinal — 54,27
  - Final — 54,03 (→ 5:e plats)

- Silvia Rieger
  - Kval — 55,33
  - Semifinal — 54,27
  - Final — 54,57 (→ 8:e plats)

Damernas 4 x 100 meter stafett
- Melanie Paschke, Andrea Philipp, Silke Lichtenhagen, Silke Knoll och Birgit Rockmeier

Damernas 4 x 400 meter stafett
- Uta Rohländer, Linda Kisabaka, Anja Rücker och Grit Breuer
  - Kval — 3:24,08
  - Final — 3:21,14 (→  Brons)
- Reserv: Karin Janke

Damernas spjutkastning
- Karen Forkel
  - Kval — 60,84m
  - Final — 64,18m (→ 6:e plats)

- Steffi Nerius
  - Kval — 60,98m
  - Final — 60,20m (→ 9:e plats)

- Silke Renk
  - Kval — 59,70m (→ gick inte vidare)

Damernas höjdhopp
- Alina Astafei
  - Kval — 1,93m
  - Final — 1,96m (→ 6:e plats)

Damernas diskuskastning
- Ilke Wyludda
  - Kval — 66,78m
  - Final — 69,66m (→  Guld)

- Franka Dietzsch
  - Kval — 63,94m
  - Final — 65,48m (→ 4:e plats)

- Anja Gündler
  - Kval — 63,80m
  - Final — 61,16m (→ 11:e plats)

Damernas kulstötning
- Astrid Kumbernuss
  - Kval — 19,93m
  - Final — 20,56m (→  Guld)

- Stephanie Storp
  - Kval — 19,29m
  - Final — 19,06m (→ 6:e plats)

- Kathrin Neimke
  - Kval — 19,02m
  - Final — 18,92m (→ 7:e plats)

Damernas sjukamp
- Sabine Braun
- Mona Steigauf
- Peggy Beer

## Fäktning
Herrarnas florett
- Wolfgang Wienand
- Uwe Römer
- Alexander Koch

Herrarnas florett, lag
- Alexander Koch, Uwe Römer, Wolfgang Wienand

Herrarnas värja
- Marius Strzalka
- Arnd Schmitt
- Elmar Borrmann

Herrarnas värja, lag
- Elmar Borrmann, Arnd Schmitt, Marius Strzalka

Herrarnas sabel
- Felix Becker
- Steffen Wiesinger
- Frank Bleckmann

Herrarnas sabel, lag
- Felix Becker, Frank Bleckmann, Steffen Wiesinger

Damernas florett
- Monika Weber-Koszto
- Anja Fichtel-Mauritz
- Sabine Bau

Damernas florett, lag
- Anja Fichtel-Mauritz, Monika Weber-Koszto, Sabine Bau

Damernas värja
- Eva-Maria Ittner
- Claudia Bokel
- Katja Nass

Damernas värja, lag
- Claudia Bokel, Eva-Maria Ittner, Katja Nass

## Gymnastik
Artistisk
Herrar
- Uwe Billerbeck, Valeri Belenki, Oliver Walther, Karsten Oelsch, Marius Toba, Jan-Peter Nikiferov och Andreas Wecker

Damer
- Kathleen Stark och Yvonne Pioch

Rytmisk
Damernas truppmångkamp, rytmisk
- Nicole Bittner, Dörte Schiltz, Katharina Wildermuth, Anne Jung, Luise Stäblein och Karin Hoffmann

## Handboll
Herrar
Gruppspel
| Lag       | Pld | W | D | L | GF  | GA  | GD  | Poäng |
| --------- | --- | - | - | - | --- | --- | --- | ----- |
| Frankrike | 5   | 4 | 0 | 1 | 145 | 114 | +31 | 8     |
| Spanien   | 5   | 4 | 0 | 1 | 114 | 97  | +17 | 8     |
| Egypten   | 5   | 3 | 0 | 2 | 113 | 103 | +10 | 6     |
| Tyskland  | 5   | 3 | 0 | 2 | 121 | 112 | +9  | 6     |
| Algeriet  | 5   | 0 | 1 | 4 | 95  | 117 | −22 | 1     |
| Brasilien | 5   | 0 | 1 | 4 | 100 | 145 | −45 | 1     |

| Results   | Frankrike | Spanien | Egypten | Tyskland | Algeriet | Brasilien |
| --------- | --------- | ------- | ------- | -------- | -------- | --------- |
| Frankrike |           | 27–25   | 25–20   | 23–24    | 33–22    | 37–23     |
| Spanien   | 25–27     |         | 20–19   | 22–20    | 20–14    | 27–17     |
| Egypten   | 20–25     | 19–20   |         | 24–22    | 19–16    | 31–20     |
| Tyskland  | 24–23     | 20–22   | 22–24   |          | 25–23    | 30–20     |
| Algeriet  | 22–33     | 14–20   | 16–19   | 23–25    |          | 20–20     |
| Brasilien | 23–37     | 17–27   | 20–31   | 20–30    | 20–20    |           |

Damer
Gruppspel
| Lag      | Pld | W | D | L | GF | GA | GD  | Poäng |
| -------- | --- | - | - | - | -- | -- | --- | ----- |
| Sydkorea | 3   | 3 | 0 | 0 | 83 | 60 | +23 | 6     |
| Norge    | 3   | 2 | 0 | 1 | 79 | 66 | +13 | 4     |
| Tyskland | 3   | 1 | 0 | 2 | 70 | 73 | −3  | 2     |
| Angola   | 3   | 0 | 0 | 3 | 49 | 82 | −33 | 0     |

| Resultat | Sydkorea | Norge | Tyskland | Angola |
| -------- | -------- | ----- | -------- | ------ |
| Sydkorea |          | 25–21 | 33–20    | 25–19  |
| Norge    | 21–25    |       | 28–23    | 30–18  |
| Tyskland | 20–33    | 23–28 |          | 27–12  |
| Angola   | 19–25    | 18–30 | 12–27    |        |

## Kanotsport
Herrarnas sprint
- Lutz Liwoski, Kay Bluhm, Andreas Dittmer, Torsten Gutsche, Detlef Hofmann, Gunnar Kirchbach, Thomas Reineck, Jan Schäfer, Patrick Schulze, Olaf Winter, Mark Zabel och Thomas Zereske

Damernas sprint
- Birgit Fischer, Daniela Gleue, Manuela Mucke, Ramona Portwich, Anett Schuck,

Herrarnas K-1 slalom
Herrarnas C-1 slalom
- Jochen Lettmann, Oliver Fix, Thomas Becker, Sören Kaufmann, Martin Lang och Vitus Husek

Herrarnas C-2 slalom
- Manfred Berro / Michael Trummer
- André Ehrenberg / Michael Senft

Damernas K-1 slalom
- Elisabeth Micheler-Jones och Kordula Striepecke

## Landhockey
Herrar
Coach: Paul Lissek
- Christopher Reitz
- Jan-Peter Tewes
- Carsten Fischer
- Christian Blunck
- Björn Emmerling
- Patrick Bellenbaum
- Sven Meinhardt
- Christoph Bechmann
- Oliver Domke
- Andreas Becker
- Michael Green
- Klaus Michler
- Volker Fried
- Christian Mayerhöfer
- Stefan Saliger
- Michael Knauth

Gruppspel
| Lag       | Spelade | W | D | L | GF | GA | GD  | Poäng |
| --------- | ------- | - | - | - | -- | -- | --- | ----- |
| Spanien   | 5       | 4 | 0 | 1 | 14 | 5  | +9  | 8     |
| Tyskland  | 5       | 3 | 1 | 1 | 10 | 3  | +7  | 7     |
| Indien    | 5       | 2 | 2 | 1 | 8  | 3  | +5  | 5     |
| Pakistan  | 5       | 2 | 1 | 2 | 11 | 8  | +3  | 5     |
| Argentina | 5       | 2 | 0 | 3 | 9  | 13 | –4  | 4     |
| USA       | 5       | 0 | 0 | 5 | 3  | 23 | –20 | 0     |

Slutspel
|  | Semifinaler   | Semifinaler   |   |                | Final          | Final |  |
|  |               |               |   |                |                |       |  |
|  | 31 juli 1996  |               |   |                |                |       |  |
|  | Spanien       | 2             |   |                |                |       |  |
|  | Australien    | 1             |   |                |                |       |  |
|  |               |               |   |                |                |       |  |
|  |               |               |   |                | 2 augusti 1996 |       |  |
|  |               |               |   |                | Spanien        | 1     |  |
|  |               | Nederländerna | 3 |                |                |       |  |
|  |               |               |   |                |                |       |  |
|  |               |               |   |                |                |       |  |
|  |               |               |   |                | Bronsmatch     |       |  |
|  | 31 juli 1996  | 31 juli 1996  |   | 2 augusti 1996 | 2 augusti 1996 |       |  |
|  | Nederländerna | 3             |   | Australien     | 3              |       |  |
|  | Tyskland      | 1             |   |                | Tyskland       | 2     |  |

Damer
| Lag            | Spelade | W | D | L | GF | GA | GD  | Poäng |
| -------------- | ------- | - | - | - | -- | -- | --- | ----- |
| Australien     | 7       | 6 | 1 | 0 | 24 | 4  | +20 | 13    |
| Sydkorea       | 7       | 4 | 2 | 1 | 18 | 9  | +9  | 10    |
| Storbritannien | 7       | 3 | 2 | 2 | 12 | 11 | +1  | 8     |
| Nederländerna  | 7       | 3 | 2 | 2 | 15 | 15 | 0   | 8     |
| USA            | 7       | 2 | 2 | 3 | 8  | 11 | –3  | 6     |
| Tyskland       | 7       | 2 | 1 | 4 | 10 | 11 | –1  | 5     |
| Argentina      | 7       | 2 | 1 | 4 | 7  | 21 | –14 | 5     |
| Spanien        | 7       | 0 | 1 | 6 | 5  | 17 | –12 | 1     |

## Ridsport
Lagtävling i dressyr
- Isabell Werth ("Gigolo")
- Monica Teodorescu ("Grunox")
- Martin Schaudt ("Durgo 2")
- Klaus Balkenhol ("Goldstern")
- Nicole Uphoff-Becker ("Rembrandt")

Lagtävling i hoppning
- Ludger Beerbaum ("Ratina Z" and "Gaylord")
- Ulrich Kirchhof ("Jus de Pommes")
- Franke Sloothaak ("Joly" and "Weihaiweij")
- Lars Nieberg ("For Pleasure")

Lagtävling i fälttävlan
- Bodo Battenberg ("Sam the Man")
- Ralf Ehrenbrink ("Connection L" and "West Star")
- Wolfgang Mengers ("Flaming Affair")
- Bettina Overesch-Böker ("Watermill Stream")
- Hendrik von Paepcke ("Amadeus")
- Peter Thomsen ("White Girl")

## Rodd
Herrarnas singelsculler
- Thomas Lange
  -  Brons

Herrarnas dubbelsculler
- Sebastian Mayer och Roland Opfer

Herrarnas tvåa utan styrman
- Colin von Ettingshausen och Matthias Ungemach

Herrarnas scullerfyra
- André Steiner, Andreas Hajek, Stephan Volkert och André Willms
  -  Guld

Herrarnas fyra utan styrman
- Ike Landvoigt, Stefan Forster, Claas-Peter Fischer och Stefan Scholz

Herrarnas åtta med styrman
- Wolfram Huhn, Marc Weber, Detlef Kirchhoff, Mark Kleinschmidt, Thorsten Streppelhoff, Ulrich Viefers, Frank Richter, Roland Baar och Peter Thiede (styrman) 
  -  Silver

Herrarnas lättvikts-dubbelsculler
- Peter Uhrig och Ingo Euler

Herrarnas lättvikts-fyra utan styrman
- Tobias Rose, Martin Weis, Michael Buchheit och Bernhard Stomporowski

Damernas singelsculler
- Meike Evers

Damernas dubbelsculler
- Jana Thieme och Manuela Lutze

Damernas tvåa utan styrman
- Kathrin Haacker och Stefanie Werremeier

Damernas scullerfyra
- Kathrin Boron, Jana Sorgers, Katrin Rutschow och Kerstin Köppen
  -  Guld

Damernas åtta med styrman
- Anja Pyritz, Antje Rehaag, Andrea Gersch, Ina Justh, Kathlen Naser, Dana Pyritz, Michaela Schmidt, Ute Schell och Daniela Neunast (styrman)

## Segling
Herrarnas finnjolle
- Michael Fellmann

Starbåt
- Frank Butzmann och Kai Falkenthal

Soling
- Jochen Schümann och Bernd Jäkel och Thomas Flach  Guld)

Herrarnas 470
- Ronald Rensch och Torsten Haverland

Laser
- Stefan Warkalla

Herrarnas mistral
- Matthias Bornhäuser

Tornado
- Roland Gäbler och Frank Parlow

Damernas europajolle
- Sibylle Powarzynski

Damernas 470
- Susanne Bauckholt och Katrin Adlkofer

## Simhopp
Herrarnas 3 m
- Jan Hempel
  - Kval — 358,26
  - Semifinal — 219,99
  - Final — 402,33 (→ 7:e plats)

- Andreas Wels
  - Kval — 405,33
  - Semifinal — 207,21
  - Final — 376,35 (→ 12:e plats)

Damernas 3 m
- Claudia Bockner
  - Kval — 281,31
  - Semifinal — 200,19
  - Final — 255,51 (→ 11:e plats)

- Simona Koch
  - Kval — 239,91
  - Semifinal — 204,99 (→ gick inte vidare, 16:e plats)

Damernas 10 m
- Annika Walter
  - Kval — 298,11
  - Semifinal — 166,14
  - Final — 313,08 (→  Silver)

- Ute Wetzig
  - Kval — 258,93
  - Semifinal — 151,44
  - Final — 215,91 (→ 12:e plats)

## Tennis
Herrsingel
- Marc-Kevin Goellner
  - Första omgången — Förlorade mot Thomas Enqvist (SWE), 6-7 6-4 4-6

Herrdubbel
- David Prinosil och Marc-Kevin Goellner

Damsingel
- Anke Huber
  - Första omgången — Besegrade Cătălina Cristea (ROM), 2-6 6-4 6-2
  - Andra omgången — Besegrade Mariaan de Swardt (RSA), 3-6 6-1 6-4
  - Tredje omgången — Förlorade mot Lindsay Davenport (USA), 1-6 6-3, 3-6